# Retorno de la inversión
El rendimiento o retorno sobre la inversión (RSI; o ROI por sus siglas en inglés: return on investment) es una razón financiera que compara el beneficio o la utilidad obtenida y su relación con la inversión realizada, es decir, «representa una herramienta para analizar el rendimiento que la empresa tiene desde el punto de vista financiero».

## Cálculo
Para su cálculo, en el numerador se pueden admitir diferentes definiciones de beneficios, como por ejemplo el beneficio neto después de impuestos, el BAI (antes de impuestos) o el BAII (antes de intereses e impuestos), mientras que en el denominador se debe indicar los medios para obtener dicho beneficio.
{\displaystyle ROA\ (Return\ on\ Assets)={\frac {BAII}{Activos}}}
Este ratio también se puede expresar como el producto de otros dos ratios de manera que:
- {\displaystyle ROA\ o\ ROI={Margen\ sobre\ ventas}\times {Rotaci{\acute {o}}n\ del\ activo}}
- {\displaystyle Margen\ sobre\ ventas={\frac {Beneficio}{ventas}}}
- {\displaystyle Rotaci{\acute {o}}n\ del\ activo={\frac {Ventas}{Activo\ total\ promedio}}}

### Ejemplo
Si los activos de finales del ejercicio a estudiar son 230 000 y los del anterior ejercicio son 170 000, tendremos unos activos medios de 200 000. Si el beneficio es de 20 000 tendremos un ROA = 10%.

## Utilización
Esta razón es ampliamente utilizada en el análisis de las entidades financieras, ya que mide la rentabilidad sobre los activos totales medios o lo que es lo mismo su capacidad para generar valor, permitiendo de esta manera apreciar la capacidad para obtener beneficio del activo total de la empresa y poniendo así en relación el beneficio con respecto al tamaño de su balance.
Comparando el ROA de varios años se puede medir si el tamaño creciente de una empresa va acompañado del mantenimiento o aumento de rentabilidad o si, por el contrario, este crecimiento está implicando un progresivo deterioro en sus niveles de rentabilidad.

## Retorno del tiempo invertido
El retorno del tiempo invertido (ROTI) complementa al RSI al enfocarse en la eficiencia y el valor derivados del tiempo empleado. Mientras que el RSI mide el retorno financiero en relación con el coste de una inversión, el ROTI evalúa los beneficios obtenidos en relación con el tiempo invertido. En contextos empresariales, un proyecto puede mostrar un RSI elevado pero consumir un tiempo excesivo, resultando en un ROTI bajo. Equilibrar tanto el RSI como el ROTI asegura que los recursos se utilicen de manera eficiente, optimizando tanto las inversiones financieras como de tiempo. 